# Valse lente (Tailleferre)
Pour l’article homonyme, voir La Plus que lente.
La valse lente est une pièce pour piano de Germaine Tailleferre, l'un de ses morceaux les plus joués.

## Histoire
Cette valse mélancolique est composée en 1928, dédiée à Henri Sauguet, dans un ensemble intitulé Deux Valses. 
Elle est insérée dans le ballet Paris-Magie de 1948. À ce titre, elle est publiée dans la transcription pour deux pianos du ballet.
Elle est enfin republiée pour piano seul en 1963, dans la partition Deux pièces pour piano,.
Le pianiste Aldo Ciccolini en dit : « Que de raffinement dans ce morceau ; c'est l'élégance française, les parfums français, le champagne, un peu de tout ça. On y trouve des accords merveilleux d'ambiguïté ».

## Discographie
- Jean Casadesus, Ravel, Bach, Rameau..., EMI Music France, 1996.
- Josephine Gandolfi, La Musique de Germaine Tailleferre II, Helicon Records, 1999.
- Cristina Ariagno, Tailleferre : musique pour piano, harpe, chant, Nuova Era internazionale, 2000.
- Matthias Veit, 85 piano miniatures, TXYXart, 2012.
- Aldo Ciccolini, 13 Valses, La Dolce Volta, 2013.
- Alexandre Tharaud, Autograph, Erato, 2013.